# (735) Marghanna
(735) Marghanna es un asteroide perteneciente al cinturón de asteroides descubierto el 9 de diciembre de 1912 por Heinrich Vogt desde el observatorio de Heidelberg-Königstuhl, Alemania.
Está nombrado en honor de Margarete Vogt y Hanna, madre y pariente del descubridor respectivamente.